# Victor-Auguste Godinet
Victor-Auguste Godinet né le 30 janvier 1853 à Genève et mort le 1er mars 1936 à Lyon, était un industriel du gaz et de l'électricité français ainsi qu'un skipper français.

## Biographie
D'abord  ingénieur d'usines à gaz, puis président de la Société technique de l'industrie du gaz en France, il prend ensuite la tête de la Société Grenobloise de Force et Lumière à sa création en 1900 à Grenoble. Il est aussi président du conseil d'administration de la Société de Transports d'Energie des Alpes à sa création en 1920.
Ingénieur enrichi dans l'industrie électro-gazière, il est aussi connu comme yachtman et féru d'architecture navale, qui a laissé son nom à un système de mesure de tonnage : la "Jauge Godinet". Adoptée dès 1892 par la Société nautique de Genève, elle a pour but de protéger la construction navale de plaisance en France des importations de voiliers britanniques et à pénaliser les avantages qu'ont en régate les quillards munis d'un aileron de quille et d'un lest rapporté sous la forme d'un bulbe (en anglais : fin-bulb keel).
Il participe aux deux courses de classe 2-3 tonneaux aux Jeux olympiques d'été de 1900, à bord de Favorite. Il remporte la médaille d'argent à l'issue des deux courses.